# 국수호
국수호(鞠守鎬, 1948년 6월2일~ , 전북 완주)는 대한민국의 무용연구가·안무가이자 국수호 디딤무용단의 이사장이다. 본관은 담양.
서라벌예술대학교 무용과를 졸업하고 중앙대학교에 다시 입학하여 중앙대학교 예술대학 연극영화학을 졸업하였다. 그 뒤 동대학교 대학원에서 민속학을 전공 후 졸업하였다.

## 생애
전주 삼현승무의 대가 정형인에게서 16살 때부터 남무를 배운 그는 1965년 박금슬, 송범을 은사로 하여 한국무용을 사사 하고 군 제대 직후인 1973년 국립무용단에 입단해 국내 남성 직업무용가 1호라는 기록을 세웠다. 1985년 중앙대학교 예술대학 무용학과 교수를 역임하였으며 1987년 디딤무용단을 창단하여 이사장 겸 예술감독을 역임했다. 1988년 한국평론가협회에서 최우수 예술가로 선발되었다. 중요무형문화재 제27호 승무 이수자이기도 하다. 1989년부터 1990년까지 서울예술단 예술감독, 1996년부터 1999년까지 국립무용단 단장 겸 예술감독을 역임했다. 88서울올림픽 개막식과 2002년 FIFA 월드컵 개막식 안무를 총괄하였다.

## 작품
- 《농악》(1971)
- 《무녀도》(1984)
- 《대지의 춤》(1987)
- 《봄의 제전》(1991)
- 《명성황후》(1994)
- 《티벳의 하늘》(1998)
- 《한국환상》(2002)
- 《아라가야 - 안티고네》(2022)

## 수상
- 1989 국무총리상 올림픽 참가 문화예술인
- 1998 대통령표창
- 2002 한국춤평론가회 2001 춤비평가상 특별상
- 2006 한국문화예술위원회 2006 올해의 예술가상 - 국수호 춤극《고구려》
- 2010 대한민국무용대상 전국부문 대통령상
- 2012 PAF(공연과 리뷰) 제1회 아시아 창작무용상 수상
- 2012 한국예술평론가협회 제 32회 예술공헌상 수상 작품 《사도,도미부인,명인의 정동나들이 - 춤,춘향》
- 2014 M Theater 공헌상 - 국수호 춤의 길을 묻다 《성찰》美
- 2014 대한민국 무용대상 대통령상 수상 《용호상박》
- 2015 한국춤 비평가협회 - 베스트작품상 수상 《용호상박》
- 2016 제 2회 《한성준예술상》
- 2019 공연과 리뷰 - 파트 예술상 《춤시 오딧세이》
- 2019 남산골 은빛축제 명인공로상

## 범죄사실

### 성폭력 및 무고
1999년 10월 7일 중앙대 무용학과 김 모 군 등 제자 3명을 성추행하고 무고 혐의로 징역 3년의 실형을 선고받음과 동시에 국립 무용단장에서 해임되었다.
2001년 10월 9일 위 사건의 항소심에서 성폭력 및 무고죄 유죄 판결을 받고 징역 1년의 실형이 선고되었다.
2004년 8월 4일 최종적으로 대법원에서 징역 2년이 확정되었다.

## 같이 보기
- 최승희
- 무용